# Percy Ernst Schramm

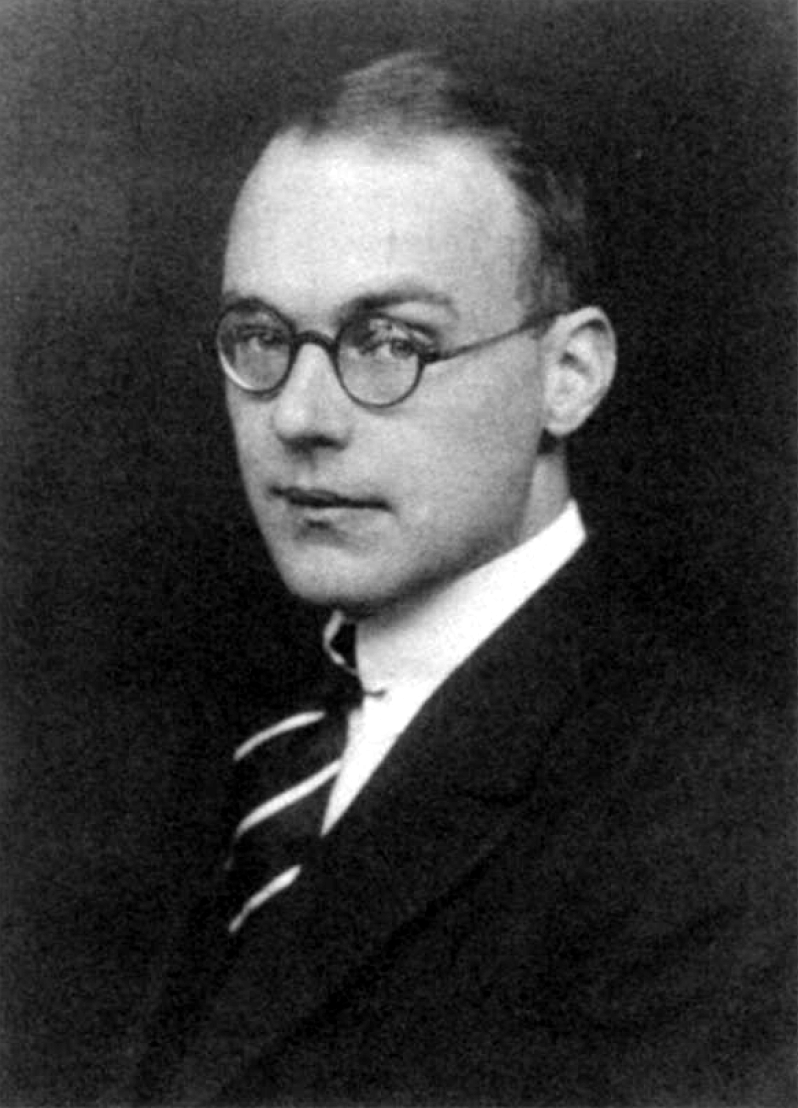
Percy Ernst Schramm en 1925.

Percy Ernst Schramm (14 de octubre de 1894-12 de noviembre de 1970) fue un historiador alemán especializado en historia del arte e historia medieval, catedrático de Historia en la Universidad de Göttingen de 1929 a 1963.

## Primeros años y educación
Schramm nació en una familia rica y cosmopolita de Hamburgo. Su padre, Max Schramm, fue abogado, senador y segundo alcalde (es decir, teniente de alcalde) de 1925 a 1928. Su abuelo Ernst Schramm (1812-1882) había sido un importante comerciante de azúcar en Hamburgo y Brasil. Su madre Olga O'Swald, sobrina nieta de William Henry O'Swald, también pertenecía a una importante familia hanseática.
El joven Percy sirvió en el ejército alemán durante la Primera Guerra Mundial y estudió historia e historia del arte en varias universidades de élite de Alemania, entre ellas Hamburgo, Múnich y Heidelberg. En 1922, completó sus estudios de doctorado en la Universidad de Heidelberg con el historiador medieval Karl Hampe. Permaneció en Heidelberg durante dos años más para escribir su Habilitationsschrift sobre el tema de la ideología imperial alemana en los siglos X y XI y, en particular, sobre cómo los emperadores del Sacro Imperio Romano Germánico del período medieval se apropiaron de la imaginería y la historia del antiguo Imperio Romano para su propio gobierno. Publicada en 1929 con el título Kaiser, Rom und Renovatio: Studien und Texte zur Geschichte des römischen Erneuerungsgedankens vom Ende des karolingischen Reiches bis zum Investiturstreit ('El emperador, Roma y la Renovación: estudios y textos sobre la historia de las ideologías romanas de renovación desde el fin del Imperio carolingio hasta la controversia de las investiduras'), la tesis de Schramm fue un hito de erudición interdisciplinar sumamente original que transformó la forma en que los historiadores medievales abordaban el tema de la ideología política. Demostró que la historia del arte, un campo de estudio que en ese momento estaba reservado principalmente a diletantes y eruditos, merecía un lugar en la investigación académica seria junto con la historia y la filología. El trabajo de Schramm también enfatizó la centralidad de los símbolos y los rituales a la hora de articular y definir las ideologías políticas.
En un rito de paso obligatorio para la mayoría de los medievalistas alemanes de la época, Schramm trabajó durante dos años en la Monumenta Germaniae Historica antes de que le ofrecieran una cátedra. En 1929, se le concedió una cátedra de historia en la Universidad de Göttingen, una de las universidades más prestigiosas de Alemania. Schramm permaneció allí hasta su jubilación en 1963.
En la primavera de 1932, Schramm habló públicamente en Thalburg en favor de la reelección de Paul von Hindenburg, que se presentaba contra Adolf Hitler para la presidencia de la República de Weimar. Schramm, que hablaba inglés con fluidez, recibió una invitación para enseñar en la Universidad de Princeton durante el año académico de 1933; regresó a Göttingen ese mismo año, después de que Hindenburg hubiera nombrado a Hitler canciller de Alemania.

## Segunda Guerra Mundial
Durante la Segunda Guerra Mundial, Schramm se presentó voluntario de nuevo para servir en la Wehrmacht y, dado el rango de mayor, sirvió en varios puestos hasta que fue seleccionado como el historiador oficial, o diarista, del Estado Mayor Operativo del Alto Mando Alemán (Wehrmachtführungsstab), en lugar de Helmuth Greiner, cuya destitución fue orquestada por Martin Bormann, el jefe de la cancillería de Hitler. Las tareas de Schramm incluían mantener registros detallados sobre las actividades y decisiones diarias del Estado Mayor, que incluía a los principales comandantes militares de campo del Ejército alemán. Esto le permitió a Schramm un acceso sin precedentes a los escalones más altos del ejército alemán y a su funcionamiento interno.
En 1944, la cuñada de Schramm fue ejecutada debido a su oposición activa al régimen nazi, y las acusaciones contra el propio Schramm, que dudaban de su lealtad, llegaron a oídos del cuartel general de Hitler. Sin embargo, el general Alfred Jodl, superior de Schramm, ignoró estas acusaciones y el historiador pudo continuar con su papel de cronista de guerra.
Debido a su conocimiento del Alto Mando, Schramm fue llamado como testigo clave en los Juicios de Núremberg después de la guerra, donde testificó en favor de Jodl. Schramm sostuvo que Jodl, aunque era un soldado leal, no era un nazi ideológico y no participó en ningún crimen de guerra. No obstante, Jodl fue condenado y ahorcado en 1946.
En los años posteriores a la guerra, Schramm escribió varios libros sobre la historia del ejército alemán, así como relatos en profundidad de los últimos días desesperados del Tercer Reich vistos desde dentro del mando militar. El trabajo de Schramm en este campo, en particular su edición en varios volúmenes de los diarios oficiales del Alto Mando, todavía es muy valorado por los historiadores militares. Schramm pudo, junto con tres de sus antiguos estudiantes, que entonces eran profesores, reconstruir el diario a partir de copias que había guardado desafiando las órdenes de tierra arrasada de Hitler, combinadas con copias de diarios de años anteriores que había guardado Greiner, su predecesor como cronista de guerra.
En 1962, Schramm publicó, con cierta controversia, un estudio sobre Adolf Hitler como comandante militar (Hitler als militärischer Führer). Schramm pudo observar a Hitler durante el ejercicio de sus funciones y contrastó el patriotismo y el profesionalismo de los generales bajo cuyas órdenes sirvió con la irracionalidad y la creciente paranoia de Hitler a medida que la guerra empeoraba.
En 1963, Schramm publicó una introducción a la obra de Henry Picker, Hitlers Tischgespräche ('La conversación de sobremesa de Hitler'), titulada "La anatomía de un dictador", que más tarde se publicó en inglés junto con el ensayo anterior sobre Hitler como líder militar con el título Hitler: The Man and the Military Leader.
Independientemente de los méritos de su otro trabajo, el ensayo sobre la personalidad de Hitler provocó algunas críticas en la prensa alemana de la época, donde Schramm fue acusado de ser un apologista del nacionalsocialismo. En una serie de conferencias que dio un año después en la Universidad de Múnich, durante el semestre de verano de 1964, el filósofo político y filósofo de la historia Eric Voegelin desestimó estas acusaciones; las conferencias fueron traducidas y publicadas más tarde con el título de Hitler y los alemanes.

## Carrera de posguerra
Schramm fue destituido de su puesto universitario por haber sido miembro del Partido Nazi y haber ocupado un puesto relativamente alto en el ejército durante la guerra. Sin embargo, cuando la desnazificación se desvaneció a finales de los años cuarenta, fue rehabilitado y regresó a su puesto de profesor en Gotinga. Entre 1954 y 1956 produjo la que tal vez fuera su segunda obra más importante, después de Kaiser Rom und Renovatio, titulada Herrschaftszeichen und Staatssymbolik ('Signos de autoridad y simbolismo del Estado'). Herrschaftszeichen fue un importante estudio del arte representativo de los gobernantes medievales o de los símbolos de su poder, incluidos sus insignias, sellos, monedas, armamentos, ropa y otros objetos. Estos objetos y su historia fueron catalogados con más detalle en un libro que Schramm escribió junto con el eminente historiador del arte Florentine Mütherich, Denkmale der deutschen Könige und Kaiser ('Monumentos de los reyes y emperadores alemanes', 1962).
El legado perdurable del trabajo de Schramm en estos y otros numerosos estudios y artículos fue demostrar la importancia de los símbolos, las ceremonias litúrgicas, los gestos y las imágenes como fuentes críticas para la historia política. Junto con sus contemporáneos, Ernst H. Kantorowicz y Carl Erdmann, Schramm introdujo un elemento importante de la historia cultural en un campo que (especialmente en Alemania) tendía a centrarse principalmente en las instituciones y sus textos.
En 1957 publicó un estudio sobre el conde de Barcelona y princeps de Aragón Ramon Berenguer IV titulado Die Entstehung eines Doppelreiches: Die Vereinigung von Aragon und Barcelona durch Ramon Berenguer IV (1137-1162) ('El surgimiento de un doble imperio: La unión de Aragón y Barcelona por Ramón Berenguer IV (1137-1162)') y que fue traducido y publicado en catalán en 1960 en el libro El primers comtes-reis.
En 1958, Schramm fue incluido en la Orden Pour le Mérite, un premio que reconoce sus contribuciones a las artes y las ciencias en Alemania. En 1964, se publicó un Festschrift dedicado a Schramm.
Murió en 1970 en Gotinga.

## Refererncias
1. ↑  Schramm, Percy E. (1960). «Ramon Berenguer IV».  En Percy E.Schramm; Joan-F. Cabestany y Enric Bagué, ed. Els primers comtes-reis.  Ramon Berenguer IV, Alfons el Cast i Pere el Catòlic (en catalán). Traducción al catalán  de Die Entstehung eines Doppelreiches: Die Vereinigung von Aragon und Barcelona durch Ramon Berenguer IV (1137-1162), publicado en 1957. Barcelona: Vicens-Vives. pp. 9-51.

- Datos: Q74203
- Multimedia: Percy Ernst Schramm / Q74203